# Aérodrome de Bar-sur-Seine
L’aérodrome de Bar-sur-Seine (code OACI : LFFR) est un aérodrome civil, agréé à usage restreint, situé sur la commune de Celles-sur-Ource à 6 km au sud-est de Bar-sur-Seine dans l’Aube (région Champagne-Ardenne, France).
Il est utilisé pour la pratique d’activités de loisirs et de tourisme (aviation légère).

## Installations
L’aérodrome dispose d’une piste en herbe orientée est-ouest (11/29), longue de 800 m et large de 80.
L’aérodrome n’est pas contrôlé. Les communications s’effectuent en auto-information sur la fréquence de 123,500 MHz.
S’y ajoutent :
- une aire de stationnement ;
- des hangars[2].

## Activités
- Les ailes barsequanaises
- Aéroclub de la Côte des Bar
- Club des 3 vallées
- RSA Champagne Sud